# Ав

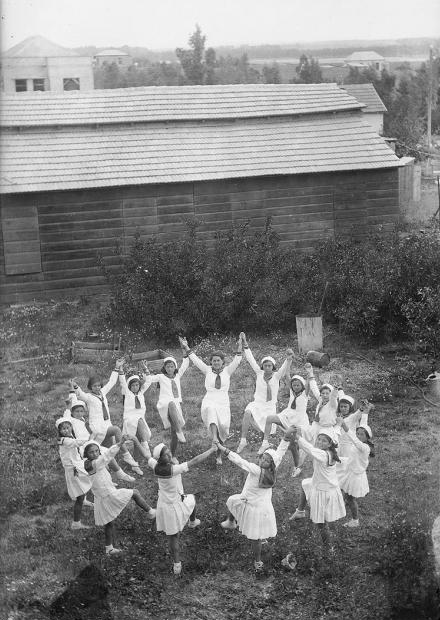
Танець дівчат на святі Ту-Бе Ав.

Ав (івр. אָב,) — одинадцятий місяць у єврейському цивільному та п'ятий місяць у релігійному календарі. Тривалість місяця Ав є 30 днів. Припадає на липень — серпень за григоріанським календарем.
Назва місяця походить від халдейського календаря у якому місяць Аб був першим місяцем року. Ав є єдиним місяцем не названим у Біблії.
Перші 9 днів місяця є особливими і виокремлюють 9 число місяця — тіш'а бе-ав. Цього дня 2 рази  — 586 до н. е. та 70 н. е. було зруйновано Єрусалимський Храм та останній пункт опору проти римського панування під час повстання Бар-Кохби у місті Бетар. Того дня євреї постять та читають Плач Єремії у синагогах.
15 Ава відзначають свято 15 Ава.